# Purpurina
Purpurina é um corante natural, mas é também a designação genérica de vários pós corantes, podendo portanto referir-se especificamente a dois tipos principais e de origens distintas:
- Purpurina Metálica - Nome popular de alguns pós corantes, geralmente metálicos e finos, usados para a impressão dourada, prateada e bronzeada, assim como em maquilhagem e artes visuais. Este tipo de purpurina é também muito usada na época do Carnaval, na confecção de fantasias.

- Purpurina Natural - O nome é aplicado a uma substância corante natural, de cor vermelho escuro, extraída de raízes de vegetais do género ¨ Rubia¨ ou ¨Ruiva¨ (Rubia tinctorum L). É um composto orgânico derivado da Antraquinona por substituição de três grupos hidrogénio por grupos hidroxilo.

A purpurina natural, extraida da raiz da planta do género Rubia (Rubia tinctorum L) é também chamada de veratin, Smoke Brown G, C.I. 1037, C.I. 58205, C.I. 75410, C.I. Natural Red 16, C.I. Natural Red 8.

## História
As raizes da Rubia são utilizadas em tinturaria de vestuário desde cerca de 1500. A purpurina natural foi isolada pelos dois quimicos franceses, Pierre Jean Robiquet e Jean-Jacques Colin, em 1826. Posteriormente a purpurina natural foi identificada como um antraceno por Carl Graebe e Carl Liebermann, em 1868.